# Pan-Amerikaanse kampioenschappen schermen 2006
De Pan-Amerikaanse kampioenschappen schermen 2006 waren de eerste editie van het sportevenement. Het kampioenschap vond plaats in het Venezolaanse Valencia van 26 tot en met 29 oktober 2006. 

## Medailles

### Mannen
| Onderdeel   | Goud                      | Goud                                                                    | Zilver                    | Zilver                                                             | Brons                                          | Brons                                                        |
| ----------- | ------------------------- | ----------------------------------------------------------------------- | ------------------------- | ------------------------------------------------------------------ | ---------------------------------------------- | ------------------------------------------------------------ |
| Degen       | Vlag van Canada           | Igor Tikhomirov                                                         | Vlag van Cuba             | Andres Carrillo Ayana                                              | Vlag van Cuba · Vlag van Chili                 | Guillermo Madrigal Sardinas Paris Inostroza                  |
| Floret      | Vlag van Canada           | Joshua McGuire                                                          | Vlag van Brazilië         | Joao Antonio Souza                                                 | Vlag van Chili · Vlag van Canada               | Patricio Moreno Briones Nicolas Teisseire                    |
| Sabel       | Vlag van Verenigde Staten | Ivan Lee                                                                | Vlag van Verenigde Staten | Jason Rogers                                                       | Vlag van Verenigde Staten · Vlag van Venezuela | James Williams Carlos Bravo                                  |
| Degen team  | Vlag van Venezuela        | Silvio Fernández Francisco Limardo Rubén Limardo Wolfgang Mejías        | Vlag van Cuba             | Camilo Boris Andrés Carrillo Guillermo Madrigal                    | Vlag van Verenigde Staten                      | Benjamin Bratton Seth Kelsey Benjamin Solomon Soren Thompson |
| Floret team | Vlag van Canada           | Julien Gaudreau-Pollender Joshua McGuire Nicolas Teisseire Marek Wojcik | Vlag van Verenigde Staten | Jedediah Dupree Andras Horanyi Gerek Meinhardt Jonathan Tiomkin    | Vlag van Venezuela                             | Enrique da Silva Antonio Leal Yonner Perez Carlos Rodriguez  |
| Sabel team  | Vlag van Verenigde Staten | Ivan Lee Timothy Morehouse Jason Rogers James Williams                  | Vlag van Canada           | Philippe Beaudry Michel Boulos Pierre Philippe Gouin Nicolas Mayer | Vlag van Venezuela                             | Carlos Bravo Hernán Jansen Eliecer Rincones Luis Silva       |

### Vrouwen
| Onderdeel   | Goud                      | Goud                                                                      | Zilver                    | Zilver                                                            | Brons                                          | Brons                                                             |
| ----------- | ------------------------- | ------------------------------------------------------------------------- | ------------------------- | ----------------------------------------------------------------- | ---------------------------------------------- | ----------------------------------------------------------------- |
| Degen       | Vlag van Cuba             | Zuleidis Ortiz Fuente                                                     | Vlag van Verenigde Staten | Courtney Hurley                                                   | Vlag van Canada · Vlag van Canada              | Julie Leprohon Sherraine Schalm-Mackay                            |
| Floret      | Vlag van Verenigde Staten | Emily Cross                                                               | Vlag van Venezuela        | Yulitza Suarez                                                    | Vlag van Venezuela · Vlag van Cuba             | Mariana González Ariagne Ribot Laugoy                             |
| Sabel       | Vlag van Verenigde Staten | Sada Jacobson                                                             | Vlag van Verenigde Staten | Mariel Zagunis                                                    | Vlag van Venezuela · Vlag van Verenigde Staten | Alejandra Benítez Rebecca Ward                                    |
| Degen team  | Vlag van Canada           | Catherine Dunnette Julie Leprohon Sherraine Schalm-Mackay Ainsley Switzer | Vlag van Cuba             | Eimey Gómez Zuleidis Ortiz Fuente Yamilka Rodríguez               | Vlag van Verenigde Staten                      | Lacey Burt Courtney Hurley Kelley Hurley Maya Lawrence            |
| Floret team | Vlag van Venezuela        | Johana Fuenmayor Mariana González Marianny Rincones Yulitza Suarez        | Vlag van Verenigde Staten | Emily Cross Hanna Thompson Doris Willette Iris Zimmermann         | Vlag van Canada                                | Louise Helene Bouchard Elise Daoust Nora O'Malley Monica Peterson |
| Sabel team  | Vlag van Verenigde Staten | Sada Jacobson Caitlin Thompson Rebecca Ward                               | Vlag van Canada           | Julie Cloutier Wendy Saschenbrecker Sandra Sassine Donna Saworski | Vlag van Cuba                                  | Ana Faez Maylin González Haidis Marquez                           |

## Medaillespiegel
| Plaats | Land             | NOC    | Goud | Zilver | Brons | Totaal |
| ------ | ---------------- | ------ | ---- | ------ | ----- | ------ |
| 1      | Verenigde Staten | USA    | 5    | 5      | 4     | 14     |
| 2      | Canada           | CAN    | 4    | 2      | 4     | 10     |
| 3      | Venezuela        | VEN    | 2    | 1      | 5     | 8      |
| 4      | Cuba             | CUB    | 1    | 3      | 3     | 7      |
| 5      | Brazilië         | BRA    | 0    | 1      | 0     | 1      |
| 6      | Chili            | CHI    | 0    | 0      | 2     | 2      |
| Totaal | Totaal           | Totaal | 12   | 12     | 18    | 42     |